# Polystictus decipiens
Polystictus decipiens är en svampart som först beskrevs av Ludwig David von Schweinitz, och fick sitt nu gällande namn av Elias Fries 1851. Polystictus decipiens ingår i släktet Polystictus och familjen Hymenochaetaceae.   Inga underarter finns listade i Catalogue of Life.